# Du er ikke alene
Du er ikke alene ("Você não está sozinho") é um filme dinamarqués de 1978 sobre a homossexualidade infantil, dirigido por Lasse Nielsen e Ernst Johansen. O filme marcou época na Europa, apesar de enfrentar censuras e proibições nos Estados Unidos

## Enredo
O filme focaliza a vida de alguns pré-adolescentes num internado católico no interior da Dinamarca. O personagem central é Kim (Peter Bjerg), um menino de 12 anos, que é filho do diretor da escola. Entre Kim e Bo (Andres Agenso), um camarada seu de 15 anos, surge uma relação amistosa e sexual. Os camaradas dos garotos conhecem e aceitam a relação deles, que se se mostra delicada e envolvente, transformando-se num quase namoro. Escapadas para a floresta fazem parte do cotidiano dos rapazes. Até que um dos estudantes é expulso da escola por ter pregado cartazes pornôs. Perante isto, os outros garotos decidem protestar deixando de assistir às aulas.

## Controvérsia
O filme continua sendo um tanto controverso, especialmente nos Estados Unidos, não só por tratar o assunto de um romance homossexual entre adolescentes, mas também pela cena que monstra os dois jovens atores, Anders Agensø (de 15 anos no momento) e Peter Bjerg (de 12) totalmente nus tomando banho juntos.
Numa entrevista para o sítio TheSkyKid.com realizada em 2009, quando perguntado se o filme poderia ser feito hoje, em relação ao romance entre Bo e Kim, o diretor Lasse Nielsen respondeu: "Não, eu não acredito que o filme podesse ser feito hoje. Hoje em dia há uma desafortunada situação de auto-censura".